# Friedrich Grüttgen

Friedrich Grüttgen

Friedrich Grüttgen, auch Fritz Grüttgen, (* 28. April 1906 in Wesel; † 16. August 1941) war ein deutscher Politiker (NSDAP).

## Leben und Wirken
Nach dem Besuch der Volksschule und der Realschule absolvierte Grüttgen eine Lehre zum Maschinenbauer. Anschließend war er sechseinhalb Jahre im Maschinenbau der Gutehoffnungshütte tätig. Von 1932  bis 1934 fungierte er als Geschäftsstellenleiter der National-Zeitung.
Vermutlich zum 1. September 1928 trat Grüttgen in die NSDAP ein (Mitgliedsnummer 98.543). Von September 1929 bis September 1932 amtierte er als Ortsgruppenleiter der NSDAP-Ortsgruppe Wesel. Im Oktober wurde er zum Kreisleiter des Kreises Rees ernannt und am 1. Januar 1935 folgte die Ernennung zum hauptamtlichen Kreisleiter in Wesel.
Von März 1933 bis November 1934 war Grüttgen Mitglied der Stadtverordnetenversammlung seiner Heimatstadt. Im April 1933 folgte die Ernennung zum Mitglied des Kreisausschusses. 
Von März 1936 bis zum April 1938 saß Grüttgen als Abgeordneter für den Wahlkreis 23 (Düsseldorf West) im nationalsozialistischen Reichstag. Ab 1937 war er Bürgermeister von Moers. Er fiel im August 1941 an der Ostfront. 